# Трагёс-Занкт Катарайн
Трагёс-Занкт Катарайн (нем. Tragöß-Sankt Katharein) — коммуна (нем. Gemeinde) в Австрии, в федеральной земле Штирия. 
Входит в состав округа Брукк-Мюрццушлаг. Площадь коммуны составляет 154,54 км², население — 1844 человека (1 января 2021), плотность населения — 12 чел./км². Официальный код  —  6 21 48.
Коммуна была образована 31 декабря 2014 года на основе расформированных коммун Трагёс и Санкт-Катарайн-ан-дер-Ламинг.

## География
Территория коммуны охватывает семь населенных пунктов (нем. Ortschaft) (в скобках указано количество жителей на 1 января 2015 года):
- Хюттенграбен (57)
- Обердорф (224)
- Оберорт (377)
- Оберталь (32)
- Пихль-Гросдорф (396)
- Расталь (187)
- Санкт-Катарайн-ан-дер-Ламинг (262)
- Таль (112)
- Унтерорт (98)
- Унтерталь (176)

Коммуна разделена 8 кадастров (нем. Katastralgemeinden): Хюттенграбен, Обердорф-Нидердорф, Оберорт, Оберталь, Расталь, Санкт-Катарайн-ан-дер-Ламинг, Шаттенберг, Зонберг и Унтерталь.

### Соседние коммуны
| С-З | Айзенэрц    | Вильдальпен | Тёрль            | С-В |
| З   | Фордернберг | Роза ветров | Капфенберг       | В   |
| Ю-З | Трофайах    | Форау       | Брукк-ан-дер-Мур | Ю-В |

## Политическая ситуация
Бургомистр коммуны — Хуберт Циннер (СДПА).
Совет представителей коммуны (нем. Gemeinderat) состоит из 14 мест.
- АНП занимает 9 мест.
- СДПА занимает 3 места.
- АПС занимает 2 места.